# Kunigunde van Bronckhorst
Kunigunde van Bronckhorst (1250 - 29 maart 1299) dochter van Willem van Bronckhorst en Irmgard van Randerode.
Zij trouwde in 1270 met Otto II van Dale (1245-1282) graaf van Dalen en heer van Diepenheim. Hij was de zoon van Hendrik II van Dale (geboren 1215) en Bertha van Bentheim (geboren 1210). Zijn grootouders waren Hendrik I van Dale en Regenwize  vrouwe van Diepenheim. Er bestaat een goederenlijst van de familie, de Goederenregister van de graaf van Dale uit 1188. Dit betrof vooral goederen rond het Huis Dahl in de kerspelen Bork en Ottmarsbocholt in Westfalen, rond Ankum en Bersenbrück, rond Huis Diepenheim in Twente en de graafschap Zutphen en goederen in de Dodewaard, de Tielerwaard en de Bommelerwaard.
Uit hun huwelijk zijn de volgende kinderen geboren:
- Bertrade van Dale (1270–1310), trouwde in 1300 met Godfried van Borculo (1270), zoon van Hendrik III van Borculo (1232-1288) en Agnes van Gelre en Zutphen (geboren 1235), een dochter van graaf Otto II, de Lamme, van Gelre en Zutphen
- Bertha van Dale (1275-1350), trouwde in 1300 met Steven van Zuylen (1275-1350), heer van Zuylen, Westbroek en Anholt, zoon van Jan van Zuylen (1250). Haar zoon was
  - Dirk van Zuylen Anholt heer van Zuylen, Westbroek en Anholt (1310 - 15 juni 1364)